# 共産主義者同盟首都圏委員会
共産主義者同盟首都圏委員会（きょうさんしゅぎしゃどうめいしゅとけんいいんかい）は、日本の新左翼団体。共産同系。共産主義者同盟 (赫旗派)内部の情況派、革命の旗派の流れを汲むグループにより結成された。指導者は畑中文治など。現在は共産主義者同盟 (プロレタリア通信編集委員会)、共産主義者同盟蜂起派などと共産主義者協議会を結成し活動している。機関紙、機関誌はともに『風をよむ』である。

## 沿革
- 1983年9月、明治大学における生協闘争の指導をめぐり、「赫旗派」から分派、「首都圏協議会」結成。
- 1985年9月、「赫旗首都圏委員会」結成。
- 1988年11月、「共産主義者同盟首都圏委員会」に改称し、機関紙『風をよむ』を創刊。